# San Francisco 49ers 2011
La stagione 2011 dei San Francisco 49ers è stata la 62ª della franchigia nella National Football League e la prima con come capo-allenatore Jim Harbaugh. La squadra si riprese da una deludente stagione 2010, concludendo a otto la striscia di otto annate senza un record positivo. I Niners vinsero la propria division e si qualificarono ai playoff per la prima volta dal 2002. Il loro record di 13-3 fu il migliore dal 1997 e si guadagnarono la possibilità di accedere direttamente al secondo turno di playoff. Lì batterono i New Orleans Saints 36–32 qualificandosi per la prima finale di conference dal 1997, dove furono battuti dai New York Giants 20–17 ai supplementari.

## Scelte nel Draft 2011

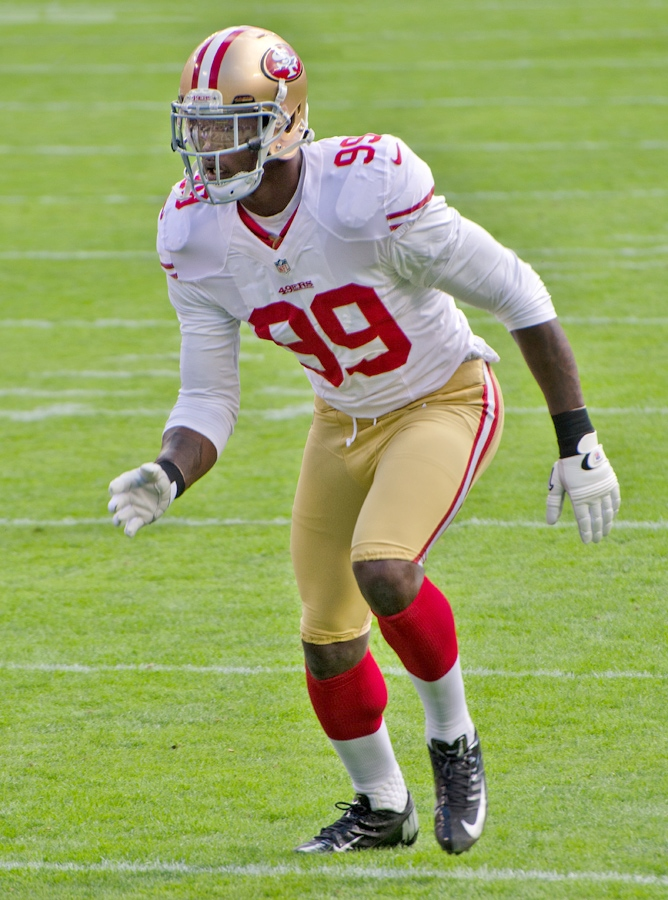
Aldon Smith fu la scelta del primo giro dei 49ers nel 2011.

| Ordine | Ordine | Ordine | Giocatore                       | Ruolo                           | College                           |
| Giro   | Scelta | Totale | Giocatore                       | Ruolo                           | College                           |
| ------ | ------ | ------ | ------------------------------- | ------------------------------- | --------------------------------- |
| 1      | 7      | 7      | Aldon Smith                     | DE                              | Missouri                          |
| 2      | 4      | 36     | Colin Kaepernick                | QB                              | Nevada                            |
| 3      | 12     | 80     | Chris Culliver                  | CB                              | South Carolina                    |
| 4      | 11     | 108    | Scambiata coi Denver Broncos    | Scambiata coi Denver Broncos    | Scambiata coi Denver Broncos      |
| 4      | 18     | 115    | Kendall Hunter                  | RB                              | Oklahoma State                    |
| 5      | 10     | 141    | Scambiata coi Denver Broncos    | Scambiata coi Denver Broncos    | Scambiata coi Denver Broncos      |
| 5      | 32     | 163    | Daniel Kilgore                  | G                               | Appalachian State                 |
| 6      | 9      | 174    | Scambiata coi Green Bay Packers | Scambiata coi Green Bay Packers | Scambiata coi Green Bay Packers   |
| 6      | 17     | 182    | Ronald Johnson                  | WR                              | University of Southern California |
| 6      | 25     | 190    | Colin Jones                     | S                               | Texas Christian University        |
| 7      | 8      | 211    | Bruce Miller                    | DE                              | University of Central Florida     |
| 7      | 28     | 231    | Scambiata coi Green Bay Packers | Scambiata coi Green Bay Packers | Scambiata coi Green Bay Packers   |
| 7      | 36     | 239    | Mike Person                     | OT                              | Montana State                     |
| 7      | 47     | 250    | Curtis Holcomb                  | CB                              | Florida A&M                       |

## Staff
| Staff dei San Francisco 49ers nel 2011 |
| --- |
| Organi dirigenziali - Co-Chairman: Denise York e John York - Presidente/CEO: Jed York - General Manager: Trent Baalke Capo allenatore - Jim Harbaugh Altri allenatori - Assistente capo allenatore: Brad Seely - Assistente speciale al capo allenatore: Bill Nayes - Assistente dell'attacco: Bobby Engram - Assistente della difesa: Peter Hansen - Assistente Secondary: Greg Jackson - Qualità dell'attacco/Coordinatore of Football Technology: Michael Christianson - Qualità/controllo: Ejiro Evero e Peter Hansen - Coordinatore forza/condizione: Mark Uyeyama - Assistente forza/condizione: Kevin Tolbert Allenatori dell'attacco - Coordinatore dell'attacco: Greg Roman - Quarterback: Geep Chryst - Running Back: Tom Rathman - Wide Receiver: John Morton - Tight End: Reggie Davis - Offensive Line: Mike Solari e Tim Drevno Allenatori della difesa - Coordinatore della difesa: Vic Fangio - Defensive Line: Jim Tomsula - Linebacker: Jim Leavitt - Secondary: Ed Donatell Allenatori dello special team - Coordinatore dello special team: Brad Seely |

## Roster
| Roster dei San Francisco 49ers nel 2011 |
| --- |
| Quarterback - 7 Colin Kaepernik - 11 Alex Smith - 3 Scott Tolzien Running Back - 24 Anthony Dixon - 21 Frank Gore - 32 Kendall Hunter - 49 Bruce Miller FB - 44 Moran Norris FB Wide Receiver - 15 Michael Crabtree - 19 Ted Ginn Jr. PR/KR - 13 Joe Hastings - 18 Brett Swain - 10 Kyle Williams Tight End - 85 Vernon Davis - 81 Justin Peelle - 46 Delanie Walker Offensive Linemen - 75 Alex Boone T - 76 Anthony Davis T - 59 Jonathan Goodwin C - 77 Mike Iupati G - 67 Daniel Kilgore G/C - 78 Mike Person T - 62 Chilo Rachal G - 68 Adam Snyder C/G/T - 74 Joe Staley T Defensive Linemen - 96 Demarcus Dobbs DE - 95 Ricky Jean-Francois NT/DE - 91 Ray McDonald DE - 94 Justin Smith DE - 90 Isaac Sopoaga DE - 93 Ian Williams NT Linebacker - 53 NaVorro Bowman ILB - 55 Ahmad Brooks OLB/DE - 51 Blake Costanzo ILB - 56 Tavares Gooden ILB - 54 Larry Grant ILB - 98 Parys Haralson OLB/DE - 99 Aldon Smith OLB/DE - 52 Patrick Willis ILB Defensive Back - 26 Tramaine Brock CB - 25 Tarell Brown CB - 29 Chris Culliver CB - 38 Dashon Goldson FS - 43 Colin Jones FS - 22 Carlos Rogers CB - 30 Reggie Smith FS - 36 Shawntae Spencer CB - 27 C.J. Spillman SS - 31 Donte Whitner SS - 20 Madieu Williams FS Special Team - 2 David Akers K - 86 Brian Jennings LS - 4 Andy Lee P Lista delle riserve - 9 Dontavia Bogan WR (IR) - 82 Nate Byham TE (IR) - 41 Curtis Holcomb CB (IR) - 84 Joshua Morgan WR (IR) - -- Kyle Nelson WR - 92 Will Tukuafu DT (IR) Squadra di allenamento - 61 Chase Beeler C - 58 Ricky Elmore OLB - 71 Derek Hall T - 83 John Matthews WR - 23 Cory Nelms CB - 88 Konrad Reuland TE - 50 Monte Simmons LB - 57 Michael Wilhoite ILB 53 attivi, 6 inattivi, 8 nella squadra di allenamento |
| Legenda - I rookie sono in corsivo. - Il primo ruolo è il principale mentre gli eventuali successivi indicano i ruoli secondari. - (IR) sta per Injured Reserve ed indica la lista ristretta per un solo giocatore infortunato che può tornare ad allenarsi dopo la settimana 6 e a rientrare in prima squadra dopo che questa ha giocato 8 partite. - (NF-Inj.) / (NF-Ill.) stanno rispettivamente per Non-Football Injured e Non-Football Illness ed indicano le liste dove viene inserito un giocatore che ha un infortunio o una malattia non dipendente dal football americano. - (PUP) sta per Physically Unable to Perform ed indica la lista dove viene inserito un giocatore mentre è in attesa di recuperare la condizione fisica. Nella stagione regolare dopo la sesta partita giocata dalla propria squadra, il giocatore ha tempo tre settimane per riprendere ad allenarsi, più tre settimane aggiuntive dal suo rientro agli allenamenti per rientrare in prima squadra. |

## Partite

### Stagione regolare
| Turno | Data               | Ora                | Avversario             | Risultato          | Risultato          | Stadio                        | TV                 | NFL.com recap      |
| Turno | Data               | Ora                | Avversario             | Punteggio          | Record             | Stadio                        | TV                 | NFL.com recap      |
| ----- | ------------------ | ------------------ | ---------------------- | ------------------ | ------------------ | ----------------------------- | ------------------ | ------------------ |
| 1     | 11/9               | 1:15 p.m. PDT      | Seattle Seahawks       | V 33–17            | 1–0                | Candlestick Park              | FOX                | Recap              |
| 2     | 18/9               | 1:05 p.m. PDT      | Dallas Cowboys         | S 24–27 (DTS)      | 1–1                | Candlestick Park              | FOX                | Recap              |
| 3     | 25/9               | 10:00 a.m. PDT     | at Cincinnati Bengals  | V 13–8             | 2–1                | Paul Brown Stadium            | FOX                | Recap              |
| 4     | 2/10               | 10:00 a.m. PDT     | at Philadelphia Eagles | V 24–23            | 3–1                | Lincoln Financial Field       | FOX                | Recap              |
| 5     | 9/10               | 1:05 p.m. PDT      | Tampa Bay Buccaneers   | V 48–3             | 4–1                | Candlestick Park              | FOX                | Recap              |
| 6     | 16/10              | 10:00 a.m. PDT     | at Detroit Lions       | V 25–19            | 5–1                | Ford Field                    | FOX                | Recap              |
| 7     | Settimana di pausa | Settimana di pausa | Settimana di pausa     | Settimana di pausa | Settimana di pausa | Settimana di pausa            | Settimana di pausa | Settimana di pausa |
| 8     | 30/10              | 1:15 p.m. PDT      | Cleveland Browns       | V 20–10            | 6–1                | Candlestick Park              | CBS                | Recap              |
| 9     | 6/11               | 10:00 a.m. PST     | at Washington Redskins | V 19–11            | 7–1                | FedExField                    | FOX                | Recap              |
| 10    | 13/11              | 1:15 p.m. PST      | New York Giants        | V 27–20            | 8–1                | Candlestick Park              | FOX                | Recap              |
| 11    | 20/11              | 1:05 p.m. PST      | Arizona Cardinals      | V 23–7             | 9–1                | Candlestick Park              | FOX                | Recap              |
| 12    | 24/11              | 5:20 p.m. PST      | at Baltimore Ravens    | S 6–16             | 9–2                | M&T Bank Stadium              | NFLN               | Recap              |
| 13    | 4/12               | 1:15 p.m. PST      | St. Louis Rams         | V 26–0             | 10–2               | Candlestick Park              | FOX                | Recap              |
| 14    | 11/12              | 1:05 p.m. PST      | at Arizona Cardinals   | S 19–21            | 10–3               | University of Phoenix Stadium | FOX                | Recap              |
| 15    | 19/12              | 5:30 p.m. PST      | Pittsburgh Steelers    | V 20–3             | 11–3               | Candlestick Park              | ESPN               | Recap              |
| 16    | 24/12              | 1:15 p.m. PST      | at Seattle Seahawks    | V 19–17            | 12–3               | CenturyLink Field             | FOX                | Recap              |
| 17    | 1/1                | 10:00 a.m. PST     | at St. Louis Rams      | V 34–27            | 13–3               | Edward Jones Dome             | FOX                | Recap              |

### Playoff
| Turno            | Data                                      | Ora                                       | Avversario (#)                            | Risultato                                 | Risultato                                 | Stadio                                    | TV                                        | NFL.com recap                             |
| Turno            | Data                                      | Ora                                       | Avversario (#)                            | Punteggio                                 | Record                                    | Stadio                                    | TV                                        | NFL.com recap                             |
| ---------------- | ----------------------------------------- | ----------------------------------------- | ----------------------------------------- | ----------------------------------------- | ----------------------------------------- | ----------------------------------------- | ----------------------------------------- | ----------------------------------------- |
| Wild Card        | Qualificati direttamente al secondo turno | Qualificati direttamente al secondo turno | Qualificati direttamente al secondo turno | Qualificati direttamente al secondo turno | Qualificati direttamente al secondo turno | Qualificati direttamente al secondo turno | Qualificati direttamente al secondo turno | Qualificati direttamente al secondo turno |
| Divisional       | 14/1                                      | 1:30 p.m. PST                             | New Orleans Saints (3)                    | V 36–32                                   | 14-3                                      | Candlestick Park                          | Fox                                       | Recap                                     |
| NFC Championship | 14-4                                      | 3:30 p.m. PST                             | New York Giants (4)                       | S 17–20 (DTS)                             | 1–1                                       | Candlestick Park                          | Fox                                       | Recap                                     |

## Premi
- Jim Harbaugh:

allenatore dell'anno